# 사토 유야 (축구 선수)
사토 유야(일본어: 佐藤 優也, 1986년 2월 10일 ~ )는 일본의 전 축구 선수이다. 현재 J2리그의 로아소 구마모토에서 뛰고 있다.

## 구단 경력
그는 2004년부터 J리그의 방포레 고후, 콘사돌레 삿포로, 기라반츠 기타큐슈, 도쿄 베르디, 제프 유나이티드 지바, 로아소 구마모토에서 뛰었다.